# Giải vô địch bóng đá nữ U-19 châu Âu 2014
Giải vô địch bóng đá nữ U-19 châu Âu 2014 diễn ra tại Na Uy từ ngày 15 tháng 7 đến 27 tháng 7 năm 2014.

## Vòng bảng

### Bảng A
| Đội      | Tr | T | H | B | BT | BB | HS | Đ |
| -------- | -- | - | - | - | -- | -- | -- | - |
| Na Uy    | 3  | 2 | 1 | 0 | 7  | 1  | +6 | 7 |
| Hà Lan   | 3  | 2 | 1 | 0 | 4  | 2  | +2 | 7 |
| Scotland | 3  | 1 | 0 | 2 | 4  | 8  | −4 | 3 |
| Bỉ       | 3  | 0 | 0 | 3 | 1  | 5  | −4 | 0 |

| Na Uy | 0–0     | Hà Lan |
| ----- | ------- | ------ |
|       | Báo cáo |        |

| Bỉ | 0–2     | Scotland            |
| -- | ------- | ------------------- |
|    | Báo cáo | Weir 10' · Ness 40' |

| Na Uy                      | 2–1     | Bỉ         |
| -------------------------- | ------- | ---------- |
| Markussen 18' · Hansen 58' | Báo cáo | Michez 64' |

| Hà Lan                               | 3–2     | Scotland                            |
| ------------------------------------ | ------- | ----------------------------------- |
| Miedema 9', 24' · O'Neill 19' (l.n.) | Báo cáo | Janssen 65' (l.n.) · Richardson 70' |

| Scotland | 0–5     | Na Uy                                                                        |
| -------- | ------- | ---------------------------------------------------------------------------- |
|          | Báo cáo | Clausen 10' · Naalsund 15' · Skinnes Hansen 34' · Markussen 72' · Jensen 89' |

| Hà Lan      | 1–0     | Bỉ |
| ----------- | ------- | -- |
| Kaagman 41' | Báo cáo |    |

### Bảng B
| Đội              | Tr | T | H | B | BT | BB | HS | Đ |
| ---------------- | -- | - | - | - | -- | -- | -- | - |
| Cộng hòa Ireland | 3  | 3 | 0 | 0 | 5  | 2  | +3 | 9 |
| Tây Ban Nha      | 3  | 2 | 0 | 1 | 4  | 1  | +3 | 6 |
| Thụy Điển        | 3  | 1 | 0 | 2 | 3  | 4  | −1 | 3 |
| Anh              | 3  | 0 | 0 | 3 | 1  | 6  | −5 | 0 |

| Anh | 0–2     | Thụy Điển                             |
| --- | ------- | ------------------------------------- |
|     | Báo cáo | Bartrip 60' (l.n.) · Blackstenius 75' |

| Cộng hòa Ireland | 1–0     | Tây Ban Nha |
| ---------------- | ------- | ----------- |
| Shine 54'        | Báo cáo |             |

| Anh        | 1–2     | Cộng hòa Ireland          |
| ---------- | ------- | ------------------------- |
| Walker 36' | Báo cáo | McCarthy 57' · Keenan 86' |

| Thụy Điển | 0–2     | Tây Ban Nha              |
| --------- | ------- | ------------------------ |
|           | Báo cáo | García 42' · Redondo 79' |

| Tây Ban Nha             | 2–0     | Anh |
| ----------------------- | ------- | --- |
| Fraile 58' · García 79' | Báo cáo |     |

| Thụy Điển       | 1–2     | Cộng hòa Ireland            |
| --------------- | ------- | --------------------------- |
| Blackstenius 8' | Báo cáo | McCarthy 21' · Connolly 80' |

## Vòng đấu loại trực tiếp
|  | Bán kết          | Bán kết |   |  | Chung kết   | Chung kết |  |
|  |                  |         |   |  |             |           |  |
|  | 24 tháng 7       |         |   |  |             |           |  |
|  | Na Uy            | 0       |   |  |             |           |  |
|  | Tây Ban Nha      | 2       |   |  |             |           |  |
|  |                  |         |   |  |             |           |  |
|  |                  |         |   |  | 27 tháng 7  |           |  |
|  |                  |         |   |  | Tây Ban Nha | 0         |  |
|  |                  | Hà Lan  | 1 |  |             |           |  |
|  |                  |         |   |  |             |           |  |
|  |                  |         |   |  |             |           |  |
|  |                  |         |   |  |             |           |  |
|  | 24 tháng 7       |         |   |  |             |           |  |
|  | Cộng hòa Ireland | 0       |   |  |             |           |  |
|  | Hà Lan           | 4       |   |  |             |           |  |

### Bán kết
| Na Uy | 0–2     | Tây Ban Nha                 |
| ----- | ------- | --------------------------- |
|       | Báo cáo | Caldentey 71' · Turmo 90+4' |

| Cộng hòa Ireland | 0–4     | Hà Lan                              |
| ---------------- | ------- | ----------------------------------- |
|                  | Báo cáo | Miedema 5', 48', 55' · Kuijpers 34' |

### Chung kết
| Tây Ban Nha | 0–1     | Hà Lan      |
| ----------- | ------- | ----------- |
|             | Báo cáo | Miedema 21' |

| Vô địch U-19 nữ châu Âu 2014 |
| ---------------------------- |
| · Hà Lan · Lần thứ nhất      |